# Globicornis emarginata
Globicornis emarginata is een keversoort uit de familie spektorren (Dermestidae). De wetenschappelijke naam van de soort werd in 1808 gepubliceerd door Leonard Gyllenhaal.